# جون إتش كيلي
جون إتش كيلي (بالإنجليزية: John H. Kelly)‏ هو عسكري أمريكي، ولد في 31 مارس 1840 في كاروللتون في الولايات المتحدة، وتوفي في 4 سبتمبر 1864 في فرانكلين في الولايات المتحدة.